# Smerinthus geminatus
Smerinthus geminatus är en fjärilsart som beskrevs av Thomas Say 1824. Smerinthus geminatus ingår i släktet Smerinthus och familjen svärmare. Inga underarter finns listade i Catalogue of Life.